# 1701 Окаванго
1701 Окаванго (енгл. 1701 Okavango) је астероид главног астероидног појаса чија средња удаљеност од Сунца износи 3,166 астрономских јединица (АЈ).
Апсолутна магнитуда астероида је 10,3.